# إمكوين (تاركة نتوشكة)
إمكوين هي إحدى مشيخات المملكة المغربية، تتبع جغرافيا لإقليم شتوكة آيت باها وإداريًا لتاركة نتوشكة. يقدر عدد سكانها بـ 1202 نسمة حسب الإحصاء الرسمي للسكان والسكنى لسنة 2004.